# Liste der Michigan State Historic Sites im Arenac County

Lage des Arenac Countys in Michigan

Diese Liste der Michigan State Historic Sites im Arenac County nennt alle als Michigan State Historic Site eingestuften historischen Stätten im Arenac County im US-Bundesstaat Michigan. Die mit † markierten Stätten sind gleichzeitig im National Register of Historic Places eingetragen.
| Name                                      | Bild | Lage                                            | Ort               | Eintrag seit  |
| ----------------------------------------- | ---- | ----------------------------------------------- | ----------------- | ------------- |
| First Presbyterian Church of Maple Ridge  |      | 202 Briggs Road                                 | Prescott          | 16. Nov. 1981 |
| Lalone Site (20AR)                        |      |                                                 | Standish          | 17. Sep. 1974 |
| Michigan Central Railroad Standish Depot† |      | 107 North Main Street                           | Standish          | 27. Aug. 1977 |
| Saganing Indian Mission Church            |      | White’s Beach Road, Saganing Indian Reservation | Standish Township | 30. Nov. 1983 |
| Second Arenac County Courthouse†          |      | Central Avenue (US 23), östlich der Main Rd     | Omer              | 2. März 1976  |